# لو لین (بازیکن سافت‌بال)
لو لین (انگلیسی: Luo Lin؛ زادهٔ ۶ آوریل ۱۹۷۹) بازیکن سافت‌بال زن اهل چین بود. در بازی‌های المپیک تابستانی ۲۰۰۴ شرکت کرده‌است.